# Save the Ring
Save the Ring (Kürzel: STR) ist ein Zusammenschluss von Interessengemeinschaften, darunter Rennteams, Touristenfahrer, Vereine und Unternehmen, die als Ziel das Stoppen der Ausnutzung des Monopols durch die Nürburgring Automotive GmbH angegeben haben. Auslöser für die Gründung war die Errichtung eines Freizeitparkes am Nürburgring, der durch mehrere Fehler mehr als 300 Millionen Euro kostete.
Save the Ring versucht zu verhindern, dass Besucher durch überhöhte Preise übervorteilt und einheimische Betriebe verdrängt werden. Es soll Chancengleichheit für alle Unternehmen sichergestellt werden, damit der „Mythos Nürburgring“ nicht weiter geschädigt wird. Ein weiteres Ziel ist die Ablösung der bisherigen Geschäftsführer Kai Richter und Jörg Lindner durch Motorsportexperten.
Der Name der Organisation geht auf das Motto „Rettet den Nürburgring“ des vor  ca. 30 Jahren gegründeten Vereins Ja zum Nürburgring durch Otto Flimm zurück. Gegründet wurde Save the Ring am 9. Dezember 2010 von Michael Frison. 2011 fuhr erstmals ein Teilnehmer mit dem Logo der Organisation an seinem Auto beim 24-Stunden-Rennen von Le Mans.
Der Verein ist weit bekannt. So berichteten viele internationale Motorsportmagazine über Save the Ring, zum Beispiel ESPN France, Automobilismo (Italien), Vesco Racing (Frankreich), Acid Moto (Schweiz), Jalopnik, Topspeed.com (Südafrika), Autokrata (Polen), Total Car (Ungarn), Motogonki (Russland), Moto 1 (Spanien) und das Provinz Porsche Mag (Kanada).
In Deutschland berichteten 2011 der Trierische Volksfreund, der SWR, die Rhein-Zeitung, die Allgemeine Zeitung, Stern.de, das ZDF, die Süddeutsche Zeitung und der momentane Formel-1-Sender RTL über Save the Ring und dessen Aktionen.
Bei Facebook zählt Save the Ring über 90.000 Befürworter (Stand: 4. November 2014). Flyer liegen in Restaurants, Hotels und Geschäften in den nahe gelegenen Orten des Nürburgrings aus.

## Kontroverse
Des Öfteren kommt es zu Kontroversen zwischen Save the Ring und den Verantwortlichen des Nürburgrings. Im Februar 2011 schloss STR-Gründer und Betreiber des STR-Forums 20832.com Michael Frison Letzteres, nachdem er mehrfach von Anwälten der Mediinvest-Gruppe wegen unangebrachter Posts abgemahnt worden war. Als Auslöser wird ein Zeitungsartikel aus der Eifelzeitung genannt, den Frison im Originalwortlaut in seinem Forum wiedergegeben hatte. Dieser war im Forum unter der Überschrift „Zur Not frisst ein ‚Deubel‘ auch Fliegen“ veröffentlicht. Auf die Abmahnung reagierte Frison und löschte den vermeintlichen Eintrag aus dem Forum, eine Unterlassungserklärung lehnte er indes ab mit der Begründung, dass er die anderen Forumnutzer nicht überwachen könne. Es kam zum Prozess beim Landgericht Köln, den Frison verlor. In zweiter Instanz, beim Oberlandesgericht Köln, wurde deutlich, dass diese Unterlassungserklärung nur auf diesen einen Artikel bezogen war. Frison gewann den Prozess, musste aber dennoch eine Unterlassungserklärung abgeben. Nach 8 Monaten wurde das Forum der Organisation „Save the Ring“ wieder geöffnet.